# Servizio P

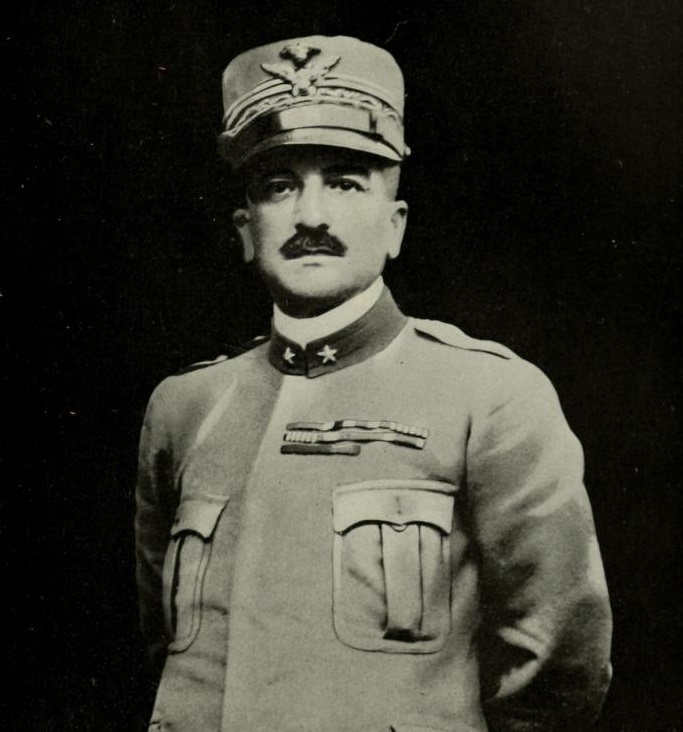
Armando Diaz, successore di Luigi Cadorna alla guida dell'esercito italiano e fautore del Servizio P

Il Servizio P fu un'organizzazione costituita per la vigilanza, l'assistenza e la propaganda all'interno del Regio Esercito, voluta all'inizio del 1918 su disposizione del comando supremo militare italiano. L'attività di propaganda nell'esercito sotto la guida di Luigi Cadorna non fu considerata fondamentale, se escludiamo alcune iniziative autonome all'interno delle armate, ma ebbe un sostanziale impulso nel suo sviluppo dopo la rotta di Caporetto, quando i vertici politici e militari guidati dal nuovo comandante supremo, generale Armando Diaz, acquisirono la consapevolezza della necessità di far partecipare ai fini della guerra larghi strati della popolazione e soprattutto i soldati.
Oltre ad essere stata una grave sconfitta militare, Caporetto all'epoca venne interpretata come un fallimento di tutta la società italiana e soprattutto della gestione politica dell'esercito; rese manifesta l'estraneità dei soldati alle motivazioni ed ai fini della guerra per cui combattevano, e sancì l'inizio di corposi stanziamenti per la propaganda che portarono all'istituzione presso il comando supremo del Servizio P. Questo servizio, con apposite sezioni e sottosezioni d'armata, aveva il compito di vigilare sul morale e sulla condizione umana e spirituale dei soldati, assisterli nella comunicazione con le famiglie e motivarli sulla necessità della guerra. Per questo compito furono incaricati diverse centinaia di ufficiali denominati «P», che vennero arruolati all'interno dell'esercito, ma che ebbero tra le loro file anche intellettuali, artisti, e uomini di spettacolo, che collaborarono nella stesura e nella distribuzione di materiale propagandistico di vario genere, destinato sia agli ufficiali di complemento, sia ai soldati.
Il Servizio P si dimostrò di grande importanza, soprattutto durante gli ultimi e decisivi mesi di guerra, comportando notevoli miglioramenti nelle condizioni morale e materiale dei soldati, che durante il periodo di comando di Cadorna vennero sottoposti ad un pesante regime oppressivo e punitivo che li voleva relegare all'obbedienza assoluta. Dopo Caporetto però tutto ciò cambiò, e se l'obiettivo ultimo dell'organizzazione militare rimase il medesimo, il comando supremo volle realizzarlo dando al soldato una condizione più umana, utilizzando nel contempo nuove forme di propaganda atte a tale scopo. Per questo compito vennero incaricati gli ufficiali P, che instauravano contatti con ufficiali di complemento e avevano l'ordine di effettuare un capillare servizio di vigilanza morale nei confronti di ufficiali e soldati. Vennero stampati giornali di trincea, istituite le Case del soldato, allestiti luoghi atti allo svago e organizzate classi per combattere l'analfabetismo. Citando lo storico Giorgio Rochat si può quindi affermare che «il Servizio P fu dunque uno strumento duttile e articolato che consentì a Diaz e Badoglio di avere "il polso" della situazione nell'esercito e di curarne tempestivamente il morale e l'efficienza».

## Assistenza e propaganda in Italia
Il primo esempio di propaganda durante la prima guerra mondiale si ebbe tra la fine del 1914 e il 1915, in concomitanza con l'imponente campagna editoriale a favore dell'entrata in guerra: l'ala interventista degli ambienti economici, industriali e finanziari legati all'industria pesante e alla produzione bellica, finanziarono i principali organi di stampa per premere sul governo e sull'opinione pubblica affinché il Regno d'Italia si schierasse apertamente a fianco delle potenze dell'Intesa. Anche gli intellettuali furono favorevoli all'entrata in guerra, e lo dimostrarono attivamente con comizi e pubblicazioni, con un'unanimità che li rese una categoria compatta (seppur con motivazioni diverse) e influente sull'opinione pubblica dei grandi centri urbani. Il culmine di questa campagna, che dall'aprile 1915 con la firma del Patto di Londra, guadagnò il deciso sostegno del governo Salandra, si ebbe nel mese di maggio durante quel periodo che passò alla storia come «radioso maggio».
Con la dichiarazione di guerra divenne superfluo indicare una giustificazione ideale diversa dall'irredentismo e dal "sacro egoismo", soprattutto per la convinzione che la guerra si sarebbe decisa rapidamente e per la convinzione dei conservatori al governo, rappresentati nelle figure autoritarie di Antonio Salandra e Sidney Sonnino che non consideravano né essenziale né necessario il consenso pubblico sulle decisioni politiche. Quindi la propaganda e l'assistenza per i combattenti e i loro familiari fu sporadica, e retta soprattutto da associazioni nate da iniziative private, che fin dal 1915 supplirono ai bisogni di assistenza civile delle classi meno abbienti colpite dalla mobilitazione. Nell'estate del 1917 queste associazioni private si unirono nelle Opere Federate di Assistenza e Propaganda Nazionale dirette dall'onorevole Ubaldo Comandini, il quale dal luglio 1917 ebbe anche la responsabilità della propaganda interna, e dal febbraio 1918, del neonato Commissariato Generale per l'Assistenza Civile e la Propaganda Interna. Infatti solo con il governo Boselli furono istituiti due ministeri senza portafoglio, uno per la propaganda, affidato al senatore liberal-nazionale Vittorio Scialoja (che poi ridusse le sue responsabilità alla sola propaganda all'estero), ed uno per l'assistenza civile, a Comandini.

## Propaganda e disciplina nell'esercito

### Il comando supremo di Cadorna
Allo scoppio del conflitto in qualità di comandante supremo dell'esercito italiano vi era il generale Luigi Cadorna, che da pochi mesi aveva sostituito il generale Alberto Pollio, e che fu nominato a sorpresa in quanto pochi anni dopo sarebbe andato in pensione per raggiunti limiti di età. Le idee di Cadorna sulla conduzione della guerra si rivelarono ben presto antiquate e superate, nonostante avesse avuto la possibilità di osservare e studiare gli scontri sugli altri fronti europei che duravano ormai da circa dieci mesi (d'altra parte non lo fecero neppure i capi militari stranieri impegnati direttamente negli scontri). Ma oltre a concetti tattici superati, Cadorna ignorava completamente il fattore umano ed era spiritualmente e fisicamente assolutamente distante dal soldato. Per il comandante supremo ogni fante era di per sé un buon soldato, ed eventuali eccezioni andavano estirpate con la forza perché non contagiassero gli altri. Conseguenza diretta di ciò fu l'applicazione di spietati metodi disciplinari e l'attenzione ossessiva verso la propaganda disfattista proveniente dall'interno del paese, pubblicizzata secondo Cadorna dai gruppi socialisti e anarchici all'interno della società, che sarà per Cadorna una delle cause e la giustificazione principale per spiegare il disastro di Caporetto.
Cadorna esortò ripetutamente i comandanti ad imporre una ferrea e decisa disciplina atta a fungere da deterrente, con pene esagerate rispetto al reato che avrebbero eliminato ogni tentazione di disobbedienza agli altri soldati. È stato calcolato che un soldato su dodici dell'esercito italiano fu condannato dai tribunali militari per reati di varia natura, facendo emergere il senso di rifiuto del soldato verso la guerra o almeno verso parte dei suoi aspetti. Questo senso di rifiuto però non può essere decifrato precisamente: nonostante le indagini dei Carabinieri e le ricerche archivistiche, il rifiuto nell'esercito italiano non può essere ricondotto a una precisa condotta politica né socialista o anarchica, né cattolica, e quindi può essere esclusa l'ipotesi di dissenso organizzato. Inoltre la politica repressiva di Cadorna fece sì che la maggioranza dei procedimenti penali a carico di soldati rei di diserzione, renitenza o indisciplina, non fossero altro che denunce infondate. Spesso bastava ritardare di pochi giorni o poche ore il ritorno in linea dalla licenza o da un periodo di riposo nelle retrovie per essere denunciati. Tutto lascia pensare che nella stragrande maggioranza dei casi a spingere il soldato non fosse una deliberata intenzione di disertare, bensì un desiderio di sottrarsi alla pesante disciplina militare e alle angherie dei superiori per qualche giorno in più. A riprova di ciò è utile verificare come appena 6000 furono le condanne per diserzione, mentre 93.000 furono i soldati giudicati colpevoli per allontanamenti temporanei o trovati a vagare nelle campagne in preda a esaurimento nervoso o disturbo post traumatico da stress.
È però inesatto ritenere che il comando supremo si sia preoccupato della propaganda solo dal 1918; per tutto il 1915 le uniche fonti di informazione per la popolazione erano stati i bollettini emanati dall'ufficio situazioni e operazioni di guerra, anche perché ai giornalisti era vietata la presenza al fronte, ma nel gennaio 1916 Luigi Cadorna decise di intraprendere una nuova azione di propaganda sui giornali istituendo l'ufficio stampa del comando supremo. A capo di questo ufficio fu messo il colonnello Eugenio Barbarich, che però era costretto ad agire a stretto contatto con il governo e a rivolgersi esclusivamente ai civili, italiani e stranieri. L'obiettivo di tale ufficio era quello riassunto da Cadorna di: «[...] reagire contro le voci false e esagerate sulla condotta e sull'esito della nostra guerra», e provvedere in maniera organica ai rapporti con la stampa con la produzione di materiale propagandistico sotto forma di opuscoli, fascicoli di stampa, fotografie e pellicole cinematografiche da diffondere in ambito civile. Per il militare al fronte non vi erano ancora nessuna forma di propaganda e neppure di informazione, se non i pochi quotidiani che arrivavano al fronte; mancava del tutto un apposito giornale per il soldato, che invece era presente negli altri eserciti. Quindi il morale delle truppe fu controllato solamente attraverso i metodi tradizionali di persuasione, come circolari coercitive e esortative; il massimo che i comandi militari proposero fu l'organizzazione nella primavera-estate del 1917 di «conferenze patriottiche», che solitamente ebbero l'effetto di indispettire i soldati sia per la loro retorica, sia perché pronunciate da militari o civili considerati «imboscati».

### La propaganda tra il 1915 e il 1917
È anche vero però che l'esercito italiano nei tre anni e mezzo di guerra diede prova di solidità e compattezza sotto tutti gli aspetti, e poté contare sempre sulla disciplina e l'obbedienza dei soldati. Questo, come detto, non significa che il senso di rifiuto e i comportamenti di protesta non fossero diffusi, tuttavia l'esercito italiano non si comportò diversamente dagli altri eserciti sul campo, per cui è corretto parlare anche di consenso dei soldati. La guerra non avrebbe potuto essere condotta senza il consenso dei soldati, anche se generalmente il consenso o l'accettazione della guerra per la maggioranza dei soldati non era dovuta a motivazioni patriottiche; i più facevano la guerra senza comprenderne le ragioni o senza condividerle. Dallo studio della memorialistica emerge che furono pochi i soldati spinti alla guerra con motivazioni e ideali chiari, mentre più numerosi erano gli ufficiali. Questo fatto è in parte spiegabile dal basso livello di acculturazione delle masse contadine, dal disinteresse della classe dirigente che non si preoccupò di fornire motivazioni chiare alle masse, ma soprattutto dal fatto che l'esercito si basava sul reclutamento regionale, il che non consentì inizialmente un buon livello di coesione tra gli uomini. Tutto ciò contribuì a fare in modo che i soldati si sentissero completamente estranei al conflitto, ma la loro educazione contadina alla disciplina, la paura della repressione e lo spirito di fraternità che col tempo andava a creare coesione tra i piccoli reparti, fecero sì che l'esercito mantenne un buon livello di unità.
Un primo tentativo di controllo e giovamento morale per la truppa si ebbe nell'agosto 1916, quando don Giovanni Minozzi ottenne dal generale Carlo Porro il permesso di istituire nelle retrovie della 4ª Armata la prima Casa del soldato (che successivamente il Servizio P incrementò e utilizzò corposamente). Queste Case avrebbero dato assistenza pratica al soldato, garantendo secondo Minozzi un «centro di ritrovo, di divertimento, di svago subito dietro le primissime linee, negli accantonamenti di truppe più vicine alle trincee, in ogni luogo di smistamento, di cambio, di sosta per porgere una parola confortatrice e rasserenatrice senza gonfiature sciocche di retorica indisponente». Don Minozzi colse l'inutilità delle conferenze patriottiche e retoriche, dove coloro che seguivano la moda dell'epoca, «sfoggiavano le loro abilità oratorie anche di fronte a fanti contadini», cercando di limitarne la diffusione. Molti cappellani comunque si cimentarono nell'arte oratoria, cercando di spiegare a piccoli gruppi, e anche individualmente, le motivazioni patriottiche alla guerra con discorsi esortativi impregnati del concetto di disciplina. I primi propagandisti dell'esercito furono quindi i cappellani militari, che disponevano dell'organizzazione delle Case del soldato, e che collaboravano attivamente distribuendo doni, piccoli sussidi, e trasmettendo notizie tra i combattenti e le famiglie, aiutando quindi i soldati a scrivere le lettere, prestandosi a leggerle, e istituendo nei periodi di stasi bellica vere e proprie scuole per i moltissimi soldati analfabeti.
La fondazione delle Case del soldato fu «un'operazione etico-assistenziale di stile inequivocabilmente cattolico», come scrisse Mario Isnenghi, dove oltre all'assistenza si praticava anche una sorta di vigilanza sui soldati. Don Minozzi costituì con queste Case una rete di controllo sociale, in principio concepita per tenere lontano il soldato dai vizi della carne e del gioco d'azzardo, ma che presto divenne anche un mezzo con cui i cappellani controllavano la moralità della truppa vigilando sui contenuti delle lettere. E questa concezione rimase inalterata nella forma del laico Servizio P, che sostituì ai cappellani le figure degli intellettuali-ufficiali, che mantennero molte delle funzioni svolte dai religiosi. Ma i cappellani non sparirono dalla scena, essi continuarono a svolgere la loro funzione di supporto morale e anzi, alcuni cappellani divennero anche ufficiali P.
Prima di Caporetto solo nella 2ª Armata di Luigi Capello si intraprese qualche iniziativa propagandistica rintracciabile inizialmente dai documenti della 2ª Armata del giugno 1917, rivolta ai combattenti con un ufficio propaganda interno, mentre l'assistenza materiale e morale era lasciata in genere ai soli cappellani militari, come per il resto dell'esercito.
Capello intese utilizzare la propaganda per risollevare il morale delle truppe provate dagli scontri sull'Isonzo e dei complementi che arrivavano per reintegrare gli organici. Istituì quindi l'Ufficio propaganda ed istruzione, che come prima grande innovazione sostituì durante le immancabili conferenze patriottiche, la figura oratoria spesso legata a personalità civili, come avvocati e politici, o alti ufficiali, con ufficiali minori «giacché il soldato preferisce ascoltare il suo ufficiale col quale si trova giornalmente a contatto, legato dalla stima e dall'affetto che nascono dalla comunità della privazione e dei rischi» e addirittura con graduati e soldati di truppa. Per fare ciò Capello e il suo collaboratore nell'Ufficio, Alessandro Casati, scelsero ottanta uomini, di cui la metà ufficiali, spiegando loro temi e tecniche da adottare. In questo modo si ovviò alla soggezione che gli alti ufficiali incutevano nella truppa, evitando orazioni retoriche e vuote esaltazioni, facendo in modo soprattutto che i soldati avessero l'impressione di ascoltare e di partecipare attivamente a una discussione piuttosto che assistere passivamente a una conferenza. Il 24 luglio Capello confermò l'utilità di queste nuove conferenze, che dopo un periodo di interruzione dovuto all'undicesima battaglia dell'Isonzo, ripresero l'11 settembre, poco prima della decisione di Capello di impiegare in tale mezzo l'artista interventista Ardengo Soffici, che avrebbe avuto il compito di illustratore per gli opuscoli e riviste rivolte al soldato. L'esperimento non ebbe seguito a causa dello sfondamento di Caporetto, ma gli esperimenti di Capello furono successivamente utilizzati in modo deciso dal Servizio P.

### Prime iniziative di rinsaldamento morale dopo Caporetto

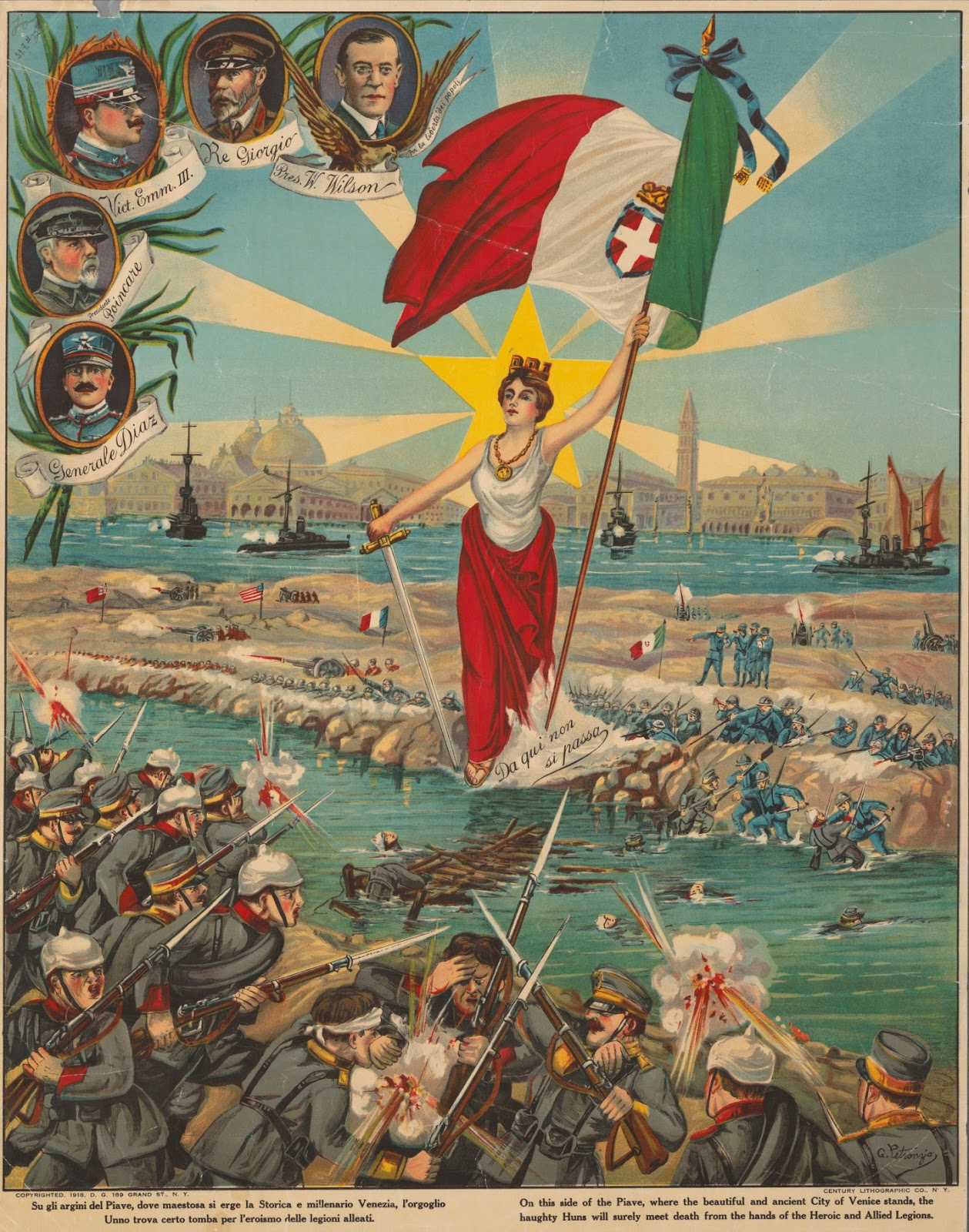
Cartolina propagandistica con l'Italia turrita che assieme alle truppe italiane respinge gli austro-tedeschi lungo il Piave

La sconfitta di Caporetto ebbe notevoli conseguenze sullo spirito dell'esercito e sull'opinione pubblica: il paese e l'esercito cominciarono ad avvertire il vincolo di una maggiore solidarietà; la lunga separazione tra potere politico e militare terminò con l'esonero di Cadorna e la sua sostituzione con Armando Diaz; infine, essendo il nemico penetrato per la prima volta nel territorio italiano, la guerra assunse per la prima volta un carattere difensivo. Fatto questo denso di significati perché i grandi eserciti accettano più facilmente la guerra quando questa assume il carattere di difesa della propria patria e della propria famiglia. Parve a molti che la disfatta avesse operato un vero e proprio «miracolo» sia fra le truppe, sia nell'opinione pubblica.
Si dovette aspettare la primavera del 1918 perché lo spirito dell'esercito e del paese risultasse davvero radicalmente mutato rispetto al 1917, e frattanto, nel corso di molti mesi, le più nere previsioni continuarono a preoccupare i vertici politici e militari. Nei primi mesi successivi a Caporetto si ventilarono molte ipotesi, da un'ulteriore ritirata oltre il Mincio o addirittura dietro il Po, fino all'idea di concludere una pace separata con l'Austria-Ungheria. Per cercare di risollevare il morale del paese scesero in campo il direttore del Corriere della Sera Luigi Albertini, che pubblicò diversi e lunghi articoli diretti agli italiani su come e perché essi non dovevano ritirarsi dalla lotta, Luigi Einaudi con articoli di carattere economico che dimostrarono l'impossibilità di una pace separata poiché l'Italia dipendeva dai suoi alleati, mentre gli interventisti più accesi guidati dall'onorevole Comandini, si costituirono il Fascio parlamentare di difesa nazionale, al fine di combattere ciò che essi chiamavano il «disfattismo parlamentare» che secondo loro infestava il nuovo governo Orlando. In tutto il paese si moltiplicarono i gruppi e i comitati di azione che avevano lo scopo di mobilitare i cittadini contro i disfattisti, i traditori e le spie, instillando negli elementi più facinorosi della società la convinzione che Caporetto sia stato un fenomeno rivelatore delle responsabilità collettive e delle sue debolezze, aumentate da un presunto oscuro complotto dei gruppi disfattisti socialisti e anarchici.
Sull'onda del momento di crisi, nel novembre 1917 anche i maggiori intellettuali italiani si unirono nel «Comitato per l'esame nazionale», allo scopo di riscrivere tutta la storia d'Italia, dal Rinascimento alla Grande Guerra, alla luce dei fatti di Caporetto. Quel comitato, a cui aderirono alcuni tra i più influenti uomini di cultura italiani, tra cui i filosofi Benedetto Croce e Giovanni Gentile, si proponeva di iniziare una grande opera di revisione critica della storia italiana, evidenziando quindi come Caporetto fu una sconfitta morale a cui gli uomini cercarono una spiegazione di carattere educativo e ideologico.
Ma fu molto difficile definire ciò che realmente pensava il popolo italiano verso il quale molte personalità ai vertici puntavano il dito. Nel 1917 la censura non permetteva alla stampa di esporre con una certa libertà gli avvenimenti concernenti la guerra, né l'opinione che i lettori avevano a tal proposito, e in questo contesto nacque sempre di più la necessità di intercettare i pensieri delle masse popolari, soprattutto di quella enorme fetta di popolazione contadina che durante il periodo di neutralità rimase sostanzialmente estranea alle decisioni politiche. Si moltiplicarono quindi i rapporti e i resoconti sul morale della popolazione, che spesso rispecchiarono un buon grado di coesione nazionale ma che in diversi casi registrarono un elevato grado di insofferenza e malcontento verso la guerra. L'onorevole Ferdinando Martini, membro del Fascio parlamentare di difesa nazionale, raccontò che in Valdinievole i contadini gridavano «Viva i tedeschi!», mentre il 15 dicembre Croce scrisse una lettera a Orlando, avvertendolo che nel «popolino napoletano serpeggiavano propositi di rivolta».
Anche lo stesso generale Diaz colse tale atteggiamento nella popolazione, e scrisse a Orlando chiedendo che il governo - oltre che a promuovere opera di propaganda - impartisse severe disposizioni ad agenti di polizia giudiziaria e ai procuratori del re, affinché procedessero ad arresti e a processi esemplari. Diaz il 19 dicembre precisò inoltre che riteneva opportuno che il Ministero dell'interno inviasse immediatamente in zona di guerra almeno duecento fra funzionari ed agenti affinché potessero effettuare le opportune indagini fra popolazione e militari.
Molta attenzione fu infatti rivolta anche al morale delle truppe, le quali dopo Caporetto diedero segnali alternati sulla loro reale coesione e combattività. Nonostante tutto i reparti sul Piave e sul Grappa resistettero egregiamente agli attacchi austro-tedeschi, ma tra febbraio e marzo la crisi nell'esercito non era ancora stata risolta, e i timori di rivolte e scioperi di massa all'interno dell'esercito rimasero per lungo tempo motivo di preoccupazione. Il 21 marzo giunsero poi tragiche notizie dal fronte occidentale; i tedeschi avevano sfondato e minacciavano direttamente Parigi e Calais. Parte delle divisioni alleate che avevano dato manforte agli italiani sul Piave furono improvvisamente ritirate, e gli italiani temevano ora di dover rinunciare interamente al supporto alleato in Italia, e di trovarsi da soli di fronte al nemico. Ma in aprile le angosce scomparvero: l'offensiva tedesca si era arrestata, un corpo d'armata francese e uno britannico sarebbero rimasti in Italia, e parallelamente andarono a completarsi e perfezionarsi le importanti iniziative atte a migliorare la condizione di vita delle truppe italiane al fronte, iniziate tra novembre e dicembre 1917. Fu aumentato il vitto, portando le calorie giornaliere da 3.067 del novembre 1917 alle 3.580 del giugno 1918; furono creati in vari reparti spacci cooperativi, fu introdotta una seconda licenza annuale di 10 giorni oltre a quella invernale di 15, furono concessi molti più esoneri per lavori agricoli. Le paghe dei soldati e i sussidi rimasero invariati, ma per iniziativa del ministro Nitti furono assicurate polizze gratuite di assicurazione a favore dei militari, il 1º novembre 1917 fu istituito il ministero per l'Assistenza militare e le pensioni di guerra e nel dicembre fu creata l'Opera Nazionale Combattenti, destinata ad assistere i combattenti dopo la smobilitazione.
La paura di una seconda Caporetto fece in modo che il governo e il comando supremo cercarono in tutti i modi di venire incontro alle necessità della truppa, e allo stesso tempo vennero inasprite le sanzioni penali e allo stesso tempo si fece più attenzione verso una più accorta applicazione della giustizia, in modo da rendere ancor più efficace la minaccia repressiva sui soldati. Si cercò poi di mobilitare lo spirito di corpo con iniziative atte a rendere più coeso l'esercito, migliorando come detto le condizioni di vita e promettendo future ricompense ai reduci, ma il punto focale fu il grande impulso che venne dato in tutta Italia alle tecniche di propaganda.

## Il Servizio P
(Direttiva dell'8ª Armata, 3 agosto 1918)
Nel marzo 1918, su decisione del comando supremo, presero forma i primi nuclei organizzativi all'interno delle varie armate e si incominciò a dare assetto ai servizi di propaganda. Gli ufficiali addetti vennero chiamati prima «ufficiali di collegamento con le prime linee», quindi ufficiali «consulenti», ufficiali «I.P.» (Informazioni e Propaganda) e infine più semplicemente ufficiali «P». 
Fu Badoglio ad assumersi l'onere di ricostruire moralmente l'esercito, e recepì molte delle idee di Capello, che era stato suo comandante d'armata fino all'ottobre 1917; ma andò oltre all'esperimento della 2ª Armata, ordinando di esercitare un'opera di stretta vigilanza e di forte educazione morale, fino a raccomandare un «vincolo spirituale» tra ufficiali e soldati.
A partire da marzo 1918 presso gli uffici informazioni delle armate funzionò un sistema di vigilanza e propaganda, variamente denominato, ma con attività similari per ciascuna armata. Solamente in maggio il comando supremo emanò una circolare con la quale unificava tali strutture prendendo esempio da quella della 1ª Armata, che fin da marzo aveva scelto la denominazione di Servizio P. La battaglia del Piave convinse definitivamente dell'efficacia del Servizio P e, ad agosto, vennero diffuse le Norme generali per i servizi di indagini, di propaganda e controspionaggio fra le truppe operanti e le popolazioni e di propaganda sul nemico, che stabilirono una struttura comune per tutte le armate.
All'interno del comando supremo non fu creato un ufficio per il Servizio P, ma "sezioni P" d'armata che facevano riferimento sia al servizio informazioni sia all'ufficio stampa e propaganda. Gli ufficiali che firmarono la maggior parte delle circolari sul Servizio P furono il sottocapo dell'esercito Pietro Badoglio, il capo del servizio informazioni, colonnello Odoardo Marchetti, e il capo dell'ufficio stampa e propaganda, del tenente colonnello Barbarich.

### Organizzazione
Come detto, nel comando supremo furono istituiti due uffici ai quali i servizi P delle armate facevano riferimento: l'ufficio informazioni, che aveva una "sezione P" cui competeva la vigilanza sullo spirito delle truppe, e l'ufficio stampa e propaganda, che aveva una "sezione P" cui competevano la preparazione del materiale a stampa da gettare sul nemico e l'assistenza e la propaganda ai militari italiani. Presso ogni armata funzionava una sezione P, che teoricamente dipendeva dagli uffici I.T.O. d'armata (Informazione Truppe Operanti), anche se a seconda delle armate, la sezione aveva più o meno margini di autonomia dall'ufficio I.T.O d'armata. Compito della sezione P era di emanare le direttive per il servizio, nonché coordinare e controllare il lavoro delle sottosezioni P; aveva inoltre il compito di stampare per tutti gli ufficiali P, "spunti di conversazione", "temi conferenze", "fatti e commenti" ed altri fogli e opuscoli, nonché fornire consulenze agli ufficiali P, per i quali stampava notiziari e bollettini. E di contro, ogni quindici giorni la sezione P d'armata inviava al comando supremo un resoconto sull'opera svolta e sullo stato morale dei soldati; analogamente la sezione P riceveva periodici resoconti dalle sottosezioni.
Al comando di ogni corpo d'armata, dell'intendenza d'armata, degli ispettori delle Brigate in marcia, dei comandi del genio, d'artiglieria ed aeronautica d'armata, funzionava una sottosezione P che manteneva direttamente i contatti con tutti gli ufficiali P inferiori. Seguendo le direttive della sezione P d'armata, la sottosezione P dirigeva l'opera degli ufficiali P presso i comandi inferiori, da cui riceveva informazioni periodiche, che riceveva anche dalle commissioni di censura postale, dagli avvocati militari e dai direttori di sanità. Inoltre le sottosezioni ricevevano e ridistribuivano i pacchi donati dagli enti pubblici e privati, godendo quindi di una dettagliata conoscenza delle truppe, e a volte anche di larga autonomia rispetto alle sezioni P d'armata.
Infine presso il quartier generale ed ogni divisione, reggimento, raggruppamento, battaglione, deposito di convalescenza e tappa, un ufficiale aveva l'incarico di interessarsi al servizio P, eseguendo le direttive emanate dagli organi superiori. Egli si creava dunque una rete fiduciaria tra le truppe per l'opera di vigilanza e un nucleo di collaboratori per l'opera di propaganda, e inviava resoconti periodici alla propria sottosezione P, e in copia, al comando a cui era distaccato. Gli ufficiali P operanti tra le file dell'esercito nell'autunno 1918 erano stimati in un migliaio circa, numero che crebbe dopo l'armistizio dato che gli ufficiali furono incaricati di svolgere indagini di propaganda tra la popolazione dei territori occupati dalle armate e in particolare nelle zone conquistate all'Impero austro-ungarico.

### Il Servizio P nelle armate
Prima che il comando supremo emanasse le norme organizzative uniche per tutte le armate, il servizio di propaganda fu lasciato alla libera iniziativa delle armate. Furono però la 3ª Armata di Emanuele Filiberto di Savoia-Aosta e la 4ª Armata di Mario Nicolis di Robilant (che mantenne il comando fino al 24 aprile) ad essere inizialmente le più attive in questo senso; nell'aprile 1918 il servizio informazioni della 3ª Armata approvò delle conferenze tenute da personalità civili e non militari, per rinsaldare il morale degli uomini, e allo stesso tempo iniziò una capillare distribuzione di materiale informativo fremente di patriottismo e sdegno per l'onta subita. La 4ª Armata nel gennaio 1918 istituì un "ufficio propaganda" presso il comando d'armata, con l'obiettivo di coadiuvare gli ufficiali di comandi inferiori fino al battaglione, tra i quali aveva scelto i più abili e adatti a parlare con i soldati. Questi avrebbero tenuto conferenze per indurre i soldati a discutere con i compagni, diffondendo temi di conversazione piuttosto che imponendo temi patriottici, cercando così di rendere la propaganda «più accetta e meglio gradita». Le esperienze di queste due armate, unite a quella più organica della 2ª Armata di Capello, si erano però limitate ad un'azione di propaganda, tralasciando l'assistenza e la vigilanza; quest'ultima che divenne invece uno dei fattori fondamentali del Servizio P.
La 1ª Armata di Guglielmo Pecori Giraldi il 31 marzo istituì il servizio di vigilanza e propaganda, che in questa armata assunse il nome di «servizio P», che poi diverrà quello ufficiale che il comando supremo utilizzerà per unificare i nomi dei vari uffici delle armate. Ma oltre al nome, la 1ª Armata fu quella che più si avvicinò al concetto che verrà poi utilizzato dal comando supremo; vennero creati "ufficiali di collegamento con le prime linee" nei corpi d'armata e nei comandi inferiori, che nel maggio 1918 raggiunsero il numero di trenta ufficiali circa per ognuno dei tre corpi d'armata, per un totale di cento ufficiali. Al fine di ovviare alla mancanza di normative ufficiali, la 1ª Armata emanò direttive specifiche per far sì che gli ufficiali riuscissero ad "intercettare" il morale e lo stato d'animo degli uomini prima, durante e dopo le azioni, in modo da poter prontamente avvertire i comandi di eventuali crisi, specialmente collettive, che potevano verificarsi nei vari reparti. La propaganda morale era lasciata al giudizio degli ufficiali stessi, che la dovevano esercitare soprattutto presso i complementi e comunque «nel dubbio, astenersene». La forma di assistenza era limitata al controllo della corretta distribuzione dei viveri, alla cura dei feriti e alla scrittura di lettere di conforto alle famiglie dei caduti e dei ricoverati in gravi condizioni. Particolarmente importante fu l'opera degli ufficiali P nella ricostruzione del morale nei reparti dopo un'azione, dove l'ufficiale addetto veniva impiegato per risollevare lo spirito dei combattenti, referendo ai comandi anche il tempo utile perché il reparto avrebbe potuto tornare in azione.
La 2ª Armata dopo la rotta di Caporetto era profondamente diversa da quella di Capello; i suoi resti divennero la nuova 5ª Armata mentre la 2ª venne ricostruita oltre il Piave con nuovi corpi d'armata e servizi differenti, e affidata al generale Pennella. Al comando venne messo il generale Giuseppe Pennella che dopo aver sciolto l'ufficio di Capello, il 22 marzo 1918, istituì un servizio propaganda con il nome di "servizio di consulenza", mentre il reparto nell'ufficio informazioni venne chiamato "sezione consulenza" e gli ufficiali addetti "ufficiali consulenti". Non ci sono però molte informazioni sull'effettiva operatività di questo servizio dato che dal 1º giugno la 2ª Armata assunse l'ordinativo di 8ª e messa al comando del generale Enrico Caviglia che chiamò e a capo del servizio P Giuseppe Lombardo Radice dalla 1ª Armata. Ad ottobre Caviglia emanò norme aderenti alle disposizioni P, in cui le sottosezioni dovevano inviare rapporti giornalieri e dove si fece molta attenzione sulla vigilanza. Per questo infatti agli ufficiali P vennero affiancati dei Carabinieri Reali che vigilassero sul personale degli uffici P e sugli uffici mobili (automobilisti e salmenrie).
La 5ª Armata, creata con i resti della 2ª di Capello, dopo un primo periodo di comando di Giulio Cesare Tassoni, venne rilevata da Nicolis di Robilant, che istituì dei centri di propaganda divisionali chiamati "Organi esecutivi specializzati" con compiti di propaganda, ma senza la funzione di vigilanza morale dei soldati. Nel maggio 1918, dopo che Paolo Morrone era subentrato a Nicolis di Robilant, la 5ª Armata venne rinominata come 9ª Armata, e dal 7 giugno vennero emanate disposizioni per le quali fu deciso di mantenere il servizio di vigilanza e propaganda della 5ª Armata, chiamato "servizio V.P.", una sezione dell'ufficio informazioni chiamata "reparto V.P." e una sezione presso le grandi unità e l'Intendenza d'armata chiamata "Centro di propaganda". Gli ufficiali addetti a questi uffici erano gli "ufficiali addetti al servizio V.P.". Fu questa circolare che, letta da Barbarich, indusse il comando supremo ad intervenire con delle norme generali al fine di rendere omogeneo il servizio P nell'esercito.
Vi era poi la 6ª Armata di Luca Montuori, costituita il 1º marzo con quattro corpi d'armata, di cui tre provenienti dalla 1ª Armata, della quale mantenne la medesima organizzazione del servizio P di quella armata. La 7ª Armata di Giulio Tassoni aspettò invece fino al 10 agosto prima di istituire un servizio di vigilanza e propaganda, e il 10 agosto si adeguò alle direttive del comando supremo. Non si hanno documenti su eventuali servizi di propaganda nella 10ª Armata (organizzata agli ordini del generale britannico Earl of Cavan il 14 ottobre e sciolta il 18 novembre) né della 12ª (creata nello stesso periodo agli ordini del generale francese Jean César Graziani), ma è ipotizzabile che i due corpi d'armata, XI e I, quando vennero inquadrati nelle suddette armate, mantennero le stesse organizzazioni recepite dalla 3ª e dalla 4ª Armata da dove provenivano.

### Il Servizio P per le truppe all'estero
Nel luglio 1918, in concomitanza con il trasferimento del II Corpo d'armata del generale Alberico Albricci verso il fronte occidentale, nacque la necessità di istituire un organo di vigilanza e propaganda presso le truppe in Francia, e venne pubblicato il Regolamento dell'ufficio propaganda per il II Corpo. QUesto regolamento differiva parzialmente dalle direttive del Servizio P, e presupponeva che nell'ispettorato generale delle truppe ausiliarie in Francia fosse organizzato un ufficio propaganda, cui facevano riferimento apposite sezioni istituite presso ogni comando di raggruppamento, a loro volta collegati con gli ufficiali presso i comandi di ogni nucleo. I loro compiti principali erano di propaganda, ma non vennero trascurati gli elementi morali e materiali delle truppe; mancava però un servizio di assistenza analogo a quello del Servizio P, e non vi era una struttura analoga tra ufficio centrale, sottosezioni e ufficiali. Questi ultimi infatti non avevano l'autonomia decisionale propria di un ufficiale P presso le armate in Italia, ma dipendeva completamente dalle istruzioni del proprio comandante e comunque non erano sollevati dai soliti compiti di servizio, il che ne limitava gerarchicamente la veridicità dei rapporti.
Per quanto riguarda il XVI Corpo d'armata presente in Albania dal marzo 1916, nell'aprile 1918 venne organizzato un analogo ufficio di propaganda presso il comando di corpo d'armata, che emanò un Vade-mecum per gli ufficiali addetti al servizio di propaganda. Anche in questo caso l'ufficio non può essere considerato alla stregua di un Servizio P ordinario, giacché presentava sostanziali differenze come: la mancanza di esplicite raccomandazioni di sorveglianza sui soldati (nonostante dovesse "intuirne i bisogni"); e il controllo limitato a tutte alle sole iniziative attinenti con la propaganda (Case del soldato, punti di ristoro, giornali del soldato, ecc). Anche in questo caso gli ufficiali addetti non avevano piena libertà d'azione, e solo i comandanti di reparto potevano permettere - con specifica esenzione dal servizio - agli ufficiali di svolgere i loro compiti di propaganda. Un organismo di vigilanza venne istituito anche presso il contingente militare che, nel dicembre 1918, venne inviato in Slovacchia, dove rimase fino al giugno 1919. Il volume Norme generali per il servizio informazioni e propaganda diffuso tra gli ufficiali in Slovacchia riprenda sostanzialmente le disposizioni per i servizi P, aggiungendo una disposizione in cui si ordinava di tenere sotto controllo la forza degli stati confinanti. Non si hanno poi documenti sufficienti per valutare l'applicazione di un eventuale servizio P tra i corpi di spedizione in Macedonia, in Palestina, in Murmania e in Manciuria.

### Scelta e compiti degli ufficiali P
Il Servizio P nacque presso gli uffici informazione, i cui capi spesso lo organizzavano direttamente; tuttavia gli addetti alle informazioni non si occuparono anche del nuovo servizio, per il quale furono chiamati altri ufficiali che disponessero di capacità culturali ed umane più che tecniche e militari. Furono scelti soprattutto ufficiali di complemento che da civili, prima di essere chiamati alle armi, avessero svolto attività intellettuale. Erano per la maggior parte tenenti e sottotenenti, anche se successivamente aumentarono i capitani anche per promozione grazie al servizio svolto come ufficiali P: ad esempio Gioacchino Volpe arrivò alla sezione P dell'8ª Armata come sottotenente e la lasciò da capitano.
Non si hanno documenti circa le norme adottate nella scelta degli ufficiali P nelle sezioni P d'armata, furono spesso chiamati personalmente dai comandanti d'armata, come nel caso di Giuseppe Lombardo Radice, voluto da Caviglia, oppure dai responsabili degli uffici informazione delle armate, presso cui erano le sezioni P, come Gaetano Casoni voluto da Tullio Marchetti. I capi delle sottosezioni P presso i corpi d'armata erano nominati dal comando d'armata tra gli ufficiali in forza al quartier generale del corpo d'armata. Gli ufficiali P addetti ai comandi inferiori erano poi scelti dal comandante dell'unità o del reparto fra quelli più noti per intelligenza e capacità organizzative, energia e fervore patriottico, oltre che per aver raggiunto un certo grado di fedeltà con i commilitoni. Vi erano poi ufficiali P scelti tra gli intellettuali in senso largo, accademici, avvocati, giornalisti, studenti; proprio coloro che furono al centro della campagna interventista nel 1914-1915 ma che furono messi in disparte da Cadorna e dai comandanti superiori che non gradivano le «baionette intelligenti». Dovevano essere specialisti della comunicazione in un'età in cui non esistevano esperti di mass media, e dovevano essere in grado di offrire una competenza non comune per l'epoca; queste caratteristiche crearono però non pochi problemi nel reclutamento di uomini adatti, e nel settembre 1918 l'ufficio informazioni del comando supremo registrava ancora dalle sottosezioni P lamentele sulla «deficienza di ufficiali adatti al servizio P».
Quando nel maggio 1918 l'onorevole Comandini presentò al governo il programma diretto a coordinare le svariate iniziative propagandistiche già attuate o ancora da attuare, l'allora Ministro della guerra Vittorio Zupelli protestò vivacemente con il presidente Orlando per quel programma che prevedeva l'intervento di elementi non appartenenti alla sfera militare. Secondo il ministro, i soldati dovevano essere educati solo dai loro ufficiali, e non da professori o avvocati ai quali spesso mancava il prestigio di chi invece era stato sulla linea del fuoco; inoltre, un'opera di propaganda affidata ai soli ufficiali avrebbe evitato ogni pericolo di discussione tra i soldati e la nascita di opinioni discordi. Inoltre precisò che gli stessi ufficiali P scelti tra i complementi, vale a dire tra professori, avvocati e intellettuali che avevano un grado elevato nella società militare ed erano personaggio piuttosto noti, con rapporti amichevoli con ministri, parlamentari e comandanti superiori, avrebbero potuto essere visti agli occhi degli altri ufficiali in modo sospetto grazie alla loro possibilità di operare direttamente con i comandanti, senza dover avere rapporti con i comandi intermedi. Orlando si disse sostanzialmente d'accordo con il ministro, pur dichiarando che i cambiamenti di indirizzo non avvenissero bruscamente.
Giuseppe Prezzolini, in quel momento arruolato volontario al fronte, fece notare però che la facoltà di corrispondere con gli alti livelli di alcuni ufficiali P, nonostante fosse in stato in contrasto con le abitudini di molti ufficiali di carriera, avrebbe avuto il grande vantaggio di «rompere la crosta di ghiaccio solita a formarsi tra ufficiali inferiori e superiori nella vita militare», rivelando le vere condizioni delle truppe. Spesso infatti le reali condizioni delle truppe venivano tenute nascoste a causa del desiderio di carriera dei loro comandanti di reggimento o battaglione, i quali preferivano riferire che le proprie truppe erano in grado di partecipare alle azioni offensive. Lo stesso Lombardo Radice registrò che gli ufficiali P, in alcuni frangenti, assunsero quasi la figura di "eminenze grigie", contribuendo a interferire nella divisione in atto tra la sfera politica e quella militare, in contrasto con le idee dominanti nella casta militare. Così nell'estate 1918 furono emanate disposizioni dal comando supremo affinché gli ufficiali P rispettassero maggiormente l'ordine gerarchico ed evitassero di dare un carattere "inquisitoriale" al loro operato, facendo in modo di eliminare la possibilità di interferenza del potere civile con quello militare. È comunque importante ricordare come l'onorevole Luigi Gasparotto insistette molto con Orlando sulla necessità di istituire ufficiosamente dei commissari o fiduciari nelle armate operanti che riferissero direttamente al governo sul morale delle truppe e su ciò che accadeva al fronte. Non si hanno notizie certe di ufficiali fedeli al governo segretamente attivi nel Servizio P, ma è certo che il commissario per la propaganda sul nemico, Ojetti, ebbe diversi incontri con Orlando, preoccupando in tal senso il generale Diaz.
Nonostante tutto gli ufficiali di complemento, che vennero maggiormente impiegati a partire dal 1918 come ufficiali P, compiettero un importante lavoro di collegamento tra i comandi e la massa dei soldati durante tutta la guerra, tanto che lo storico Antonio Gibelli li ha descritti come «l'ossatura, il fattore essenziale di tenuta» dell'esercito. Ma gli ufficiali P non riuscirono mai a sostituire completamente la funzione pedagogica degli ufficiali inferiori all'interno dell'esercito, prima di tutto perché erano in un numero troppo esiguo per farlo, e soprattutto perché mancò del tutto questa ambizione. I destinatari della propaganda degli ufficiali P non fu rivolta ai soldati, ma agli ufficiali inferiori, i quali erano coloro che dovevano essere convinti dei messaggi che a loro volta avrebbero trasmesso ai sottoposti e quindi alla massa dei soldati. Fu inoltre ordina che gli "spunti di conversazione", i "bollettini" o i "notiziari" non dovessero essere letti, ma rielaborati dagli ufficiali P, e non erano destinati alla truppa; per questi ultimi erano disponibili i giornali di trincea, peraltro allestiti direttamente da ufficiali P distaccati. Gli ufficiali P quindi aiutarono gli ufficiali di complemento a svolgere senza retorica il loro compito di sostegno morale alle truppe, e allo stesso tempo fungevano da strumento di verifica dell'operato dei comandi inferiori. Tutti gli ufficiali P preparavano relazioni sullo stato morale delle unità, che inviavano direttamente ai comandi di corpo d'armata - e che non potevano essere modificate dai comandanti - svolgendo anche la funzione descritta poco sopra da Prezzolini.

### La produzione propagandistica del Servizio P
Come detto la forma prima di propaganda fu la conversazione dell'ufficiale P con l'ufficiale inferiore, che a sua volta comunicava le idee al graduato o al semplice soldato con cui viveva quotidianamente. Questo mezzo di propaganda orale dipendeva molto dalle sensibilità individuali, dal carisma degli ufficiali e dalla disponibilità di ascoltare dei soldati, per cui non esiste materiale cartaceo per conoscere in che modo il propagandista svolgesse questa funzione. Possiamo solo conoscere i contenuti degli "spunti di conversazione" che utilizzavano gli ufficiali P, e da questi possiamo ricavare la certezza che questi spunti avessero lo scopo di incoraggiare il soldato a far parte di un meccanismo di conversazione molto distante dalle "conferenze patriottiche" da subire passivamente.
A questa forma di propaganda indiretta venne inoltre affiancato anche un sistema di propaganda diretta che sfruttò i giornali di trincea, nati fin dal 1915, ma disorganizzati e spesso poco sfruttati. Tra la fine di febbraio e l'inizio di marzo 1918 il governo e il comando supremo cominciarono a contrastare e copiare le iniziative propagandistiche intraprese già da tempo negli altri eserciti. L'esercito asburgico riempiva le trincee e le retrovie nemiche di manifesti e volantini, il governo degli Stati Uniti era altamente attrezzato nell'arte di mobilitare a favore della guerra l'opinione pubblica americana, mentre gli altri alleati erano ormai grandemente organizzati nell'opera di contro-propaganda verso il nemico. L'Italia era indietro in ognuno di questi campi, e solo dal 1918 apparvero nelle trincee nuovi giornali per le truppe stampati in massa e distribuiti, con vari nomi, ai diversi reparti al fronte. Il primo giornale a grande tiratura fu La Tradotta, il settimanale della 3ª Armata, apparso il 21 marzo, e nello stesso mese il servizio informazioni dell'esercito diede vita a La Giberna. Poi fu la volta di La Ghirba della 5ª Armata, diretto da Soffici, de Il razzo della 7ª Armata, del Signor Sì, organo della 6ª Armata a cui collaborarono anche francesi e britannici, dato che l'«armata degli Altipiani» era appunto definita "interalleata". A questi si aggiunsero molti altri giornali, legati a unità via via più piccole, che raggiunsero il numero di circa cinquanta periodici complessivi. Parallelamente venne autorizzata la distribuzione di una grande quantità di quotidiani nazionali, ma solo dopo che le autorità militari strinsero accordi secondo i quali i giornali avrebbero pubblicato articoli adatti alla propaganda fra le truppe, in cambio dell'acquisto di svariate migliaia di copie al prezzo di 7,5 centesimi, che il comando avrebbe poi rivenduto alle truppe a 10 centesimi perché regalarle, avrebbe indotto i soldati a «non credere».
I dati sull'analfabetismo dell'epoca crearono dubbi sulla reale efficacia dei giornali di trincea, e se in un primo tempo il comando supremo decise di autorizzare la stampa di vignette umoristiche per fare più facilmente presa sui soldati, nell'estate del 1918 la fiducia su questi mezzi scemò visibilmente, fino a consigliare la sospensione o il rallentamento della distribuzione. Diverso fu il discorso per le cartoline; dal 1918 il comando supremo decise che avrebbero riportato anche immagini propagandistiche oltre che le solite immagini episodiche tradizionali. Questa decisione derivò dal calcolo delle cartoline e delle lettere inviate dai soldati, che sfioravano la media di tre lettere e altrettante cartoline a settimana; in questo modo il comando supremo riuscì ad effettuare opera di propaganda non solo al militare di leva, ma anche verso la famiglia destinataria. Contestualmente furono allestite altre forme di propaganda visuale, come la proiezione di pellicole cinematografiche e la distribuzione di fotografie, spesso riprodotte su riviste illustrative o sulle cartoline. In questo caso il Servizio P si limitò a distribuire il materiale nelle Case del soldato o allestire i cinematografi mobili, ma la produzione fu decisa dal comando supremo che autorizzò sezioni preposte. Tutta questa produzione non era diretta solamente alla truppa, di cui il Servizio P era produttore solo in parte, ma era diretta anche agli ufficiali, i quali ebbero particolari attenzione per i giornali di trincea e furono loro stessi obiettivi preferenziali della propaganda delle sezioni P. Gli ufficiali continuarono ad esser al centro di cicli di conferenze patriottiche tenute da personalità borghesi, parlamentari, professori e alte cariche militari che spesso collaboravano con il Servizio P, che era conscio che tali conferenze non avrebbero fatto presa sui soldati ma solo su ufficiali in grado di apprezzare e capire le oratorie patriottiche. Agli ufficiali durante le conferenze venivano poi donati libri, opuscoli e il quaderno di Collegamento morale (ideato da Lombardo Radice), dov'erano pubblicate alcune conferenze a cui avevano assistito, e che avrebbero dovuto usare per diffonderne le idee con i loro sottoposti.
Diverso il discorso per il fenomeno degli spettacoli teatrali, anche perché non risultano studi al riguardo. Sappiamo solo che i teatri allestiti per le truppe funzionavano regolarmente già dall'estate del 1917, e nel 1918 il Servizio P della 1ª Armata scritturò una compagnia di burattinai, che, con un teatrino ambulante, tenne due o tre spettacoli al giorno seguendo un canovaccio propagandistico che poteva essere preparato dagli stessi responsabili del Servizio P.

### Il Servizio P nel dopoguerra
Con la firma dell'armistizio di Villa Giusti il 3 novembre 1918, non fu più necessario che il Servizio P continuasse nella sua opera di aumentare l'ardore combattivo a favore della guerra, ma restava fondamentale il suo operato per la cura della disciplina dell'esercito e la preparazione del soldato alla smobilitazione. Vennero, quindi, intensificate le attività nelle Case del soldato, anche aprendone di nuove, incentivata la partecipazione nelle scuole per analfabeti e aperti nuovi spacci cooperativi, per far sì che «il soldato torni a casa con l'animo tranquillo». Al fine di preparare le classi più giovani al lavoro civile, nel marzo 1919 Badoglio varò un programma di istruzione professionale affidato a militari di ogni grado; l'iniziativa, adottata già da qualche mese nelle armate, in particolare nella 6ª, prevedeva tre tipi di insegnamento tecnico: industriale, agricolo e commerciale. Continuò anche l'opera di assistenza e propaganda tramite conversazioni, gli ufficiali P continuarono a segnalare il morale e lo spirito delle truppe, mentre altri ufficiali di divisione, brigata o reggimento vennero incaricati di svolgere attività di sorveglianza tra la popolazione.
Questi ultimi, scelti tra coloro che conoscevano i dialetti delle zone, dovevano avere contatti con individui di ogni classe sociale, soprattutto tra i più poveri, ossia i più esposti alla «propaganda sobillatrice», mentre particolare attenzione venne rivolta ai soldati congedati. Membri tra i più fidati del clero e cappellani militari vennero inoltre inviati tra la popolazione, per vigilare in modo più anonimo durante le manifestazioni popolari e nelle scuole. Tutto ciò venne organizzato per diffondere tra la popolazione lo "spirito di italianità", facendo arrestare eventuali agenti nemici, disertori e prigionieri, ma anche per controllare i bisogni, le condizioni igieniche e sanitarie, e lo stato d'animo delle popolazioni, segnalando le più urgenti necessità. Per questo il comando supremo esortò gli ufficiali P a svolgere questa attività nei territori dell'Alto Adige cercando di far suscitare l'impressione che l'occupazione fosse transitoria, e emanò direttive nel gennaio 1919 atte assistere i militari e i civili indirizzandoli negli uffici di collocamento istituiti da organismi militari e civili per reintegrarli nel mondo del lavoro. In questo senso il comando supremo indirizzò il Servizio P a raccomandare gli smobilitati verso "L'Opera Nazionale Pro Combattenti", un organo civile che avrebbe assegnato ai congedati una modesta somma in lire per il primo anno di guerra e per gli altri anni di guerra, e avrebbe assicurato un sussidio alla famiglia per 90 giorni e un pacco di vestiario; la cosiddetta "polizza Nitti".
Non si conosce esattamente la data di soppressione del Servizio P, ma i costi che avevano ormai raggiunto dimensioni rilevanti, e l'ideologia liberale del governo che non poteva tollerare in un periodo di normalizzazione politica il ricorso alla propaganda, neppure nell'esercito. Lo stesso Orlando, che volle mantenere un esercito di grandi dimensioni e tentò di mantenere un regime di guerra al suo interno, si dichiarò favorevole alla soppressione della propaganda organizzata al di fuori dell'esercito. Il 25 luglio iniziò la smobilitazione definitiva, e questa data preannunciava anche la fine di tutti gli uffici d'informazione d'armata, e con essi le sezioni P, che il 31 luglio entrarono a far parte dell'ufficio informazioni del corpo di Stato maggiore a Roma.

### Esplicative
1. ↑  Dopo Caporetto, con la nomina del generale Armando Diaz quale sostituto di Cadorna portò radicali cambiamenti nel rapporto tra i comandanti e gli uomini di truppa. Uno dei meriti di Diaz fu infatti il suo costante interesse per la condizione umana del soldato, anche se in realtà non lo fece per particolari esigenze umanitarie. Prova di ciò fu che non modificò sostanzialmente le direttive sulla giustizia e la disciplina introdotte da Cadorna, anzi, intensificò la vigilanza contro la propaganda demoralizzatrice, ma allo stesso tempo riuscì, come scrive Giorgio Rochat: «[...] di far funzionare il comando supremo in modo adeguato alle esigenze e dimensioni della grande guerra» riuscendo a «valorizzare l'opera dei suoi collaboratori, delegando loro importanti compiti esecutivi, di preparazione e controllo». Vedi: Gatti, pp. 48-49.
2. ↑  Durante il periodo di Cadorna il carattere punitivo della pena era la funzione preventiva, che oltre a punire il reo voleva fungere anche da deterrente. Il comando supremo richiese esplicitamente di comminare pene spropositate affinché il reato fosse d'esempio alla truppa; Cadorna autorizzò esecuzioni sommarie sul campo e diede l'ordine di sparare, anche con mitragliatrici posizionate alle spalle, a chi indugiava durante l'attacco. Il metodo di Cadorna era quindi intimidatorio, e venne paragonato da Jacques Ellul ad un vero e proprio fenomeno di «propaganda del terrore», che non si preoccupava in nessun modo né delle esigenze né del morale dei soldati. Vedi: Gatti, pp. 46-47.
3. ↑  Solo nell'aprile del 1918 presso l'ufficio stampa e propaganda del comando supremo si insediò la Commissione centrale interalleata di propaganda sul nemico, che, sotto la guida di Ugo Ojetti, produsse molto materiale propagandistico diretto ai soldati delle etnie dell'Impero austro-ungarico[1].
4. ↑  L'atteggiamento del comando supremo nei confronti dei prigionieri tornati in patria restò ancorato alla presunzione che coloro che si erano arresi lo avevano fatto soprattutto volontariamente (vedi: Italia nella prima guerra mondiale#I prigionieri di guerra) e dominava la preoccupazione che i prigionieri potessero aver conosciuto la rivoluzione oltreconfine, e la "importassero" in Italia. Tutto ciò fece sì che Diaz e Orlando decisero di collocarli all'interno di campi di concentramento in patria per essere interrogati e isolati per un periodo e controllati da ufficiali P, che ne avrebbero curato la vigilanza e l'assistenza. L'afflusso di prigionieri dopo la fine della guerra fu però inaspettato in termini di numero, e fu deciso quindi di trattenere nei campi solo i prigionieri fortemente sospettati di azioni sovversive o fossero stati condannati dai tribunali militari. Le indagini per cercare elementi politicamente pericolosi però non portarono a nulla, anzi, nel complesso lo stato d'animo degli internati apparve soddisfacente, per cui nel gennaio 1919, tre mesi dopo la loro apertura, i campi vennero chiusi e gli uomini tornarono nei loro reparti. Vedi: Gatti, p. 99.

### Bibliografiche
1. 1 2  Gatti, p. 29.
2. ↑  Gatti, p. 12.
3. 1 2  Gatti, p. 26.
4. ↑  Gatti, pp. 26-27.
5. ↑  Gatti, pp. 45-46.
6. ↑  Gatti, p. 46.
7. ↑  Isnenghi-Rochat, pp. 290-291.
8. ↑  Gibelli, pp. 113-115.
9. ↑  Gatti, p. 27.
10. ↑  Melograni, p. 461.
11. ↑  Isnenghi-Rochat, pp. 284-285.
12. ↑  Isnenghi-Rochat, pp. 286-287.
13. ↑  Gatti, p. 50.
14. 1 2  Gatti, p. 51.
15. ↑  Gatti, pp. 27-28.
16. ↑  Gatti, p. 52.
17. ↑  Gatti, p. 53.
18. ↑  Gatti, pp. 53-54.
19. ↑  Melograni, pp. 420-421.
20. ↑  Melograni, p. 421.
21. ↑  Melograni, pp. 421-422.
22. ↑  Melograni, pp. 426-427.
23. ↑  Melograni, pp. 428-429.
24. ↑  Melograni, pp. 431-432.
25. 1 2  Melograni, p. 437.
26. ↑  Melograni, p. 456.
27. ↑  Melograni, pp. 458-459.
28. ↑  Melograni, pp. 460-461.
29. ↑  Melograni, p. 463.
30. ↑  Gatti, p. 129.
31. ↑  Melograni, p. 471.
32. ↑  Gatti, p. 70.
33. ↑  Gatti, p. 69.
34. ↑  Gatti, p. 30.
35. ↑  Gatti, pp. 30-31.
36. ↑  Gatti, p. 31.
37. ↑  Gatti, p. 89.
38. 1 2  Gatti, p. 90.
39. 1 2  Gatti, p. 91.
40. ↑  Gatti, p. 93.
41. ↑  Gatti, p. 92.
42. ↑  Gatti, pp. 92-93.
43. ↑  Gatti, pp. 93-94.
44. ↑  Gatti, pp. 94-95.
45. ↑  Gatti, p. 95.
46. ↑  Gatti, pp. 109-110.
47. ↑  Gatti, p. 110.
48. ↑  Isnenghi-Rochat, p. 411.
49. ↑  Gatti, p. 111.
50. ↑  Melograni, pp. 474-475.
51. ↑  Melograni, p. 475.
52. ↑  Melograni, p. 476.
53. ↑  Melograni, p. 477.
54. ↑  Melograni, p. 478.
55. ↑  Gibelli, p. 90.
56. ↑  Gatti, pp. 111-112.
57. ↑  Gatti, pp. 112-113.
58. ↑  Gatti, pp. 129-130.
59. ↑  Melograni, pp. 466-467.
60. ↑  Melograni, p. 468.
61. ↑  Melograni, p. 469.
62. ↑  Gatti, p. 132.
63. ↑  Gatti, pp. 133-134.
64. ↑  Gatti, p. 133.
65. ↑  Gatti, p. 143.
66. ↑  Gatti, p. 144.
67. ↑  Gatti, pp. 144-145.
68. ↑  Gatti, p. 145.